# Sankt Stefan im Rosental
Sankt Stefan im Rosental ist eine Marktgemeinde mit 3788 Einwohnern (Stand 1. Jänner 2024) im Süd-Osten der Steiermark im Bezirk Südoststeiermark. Am 1. Jänner 2015 wurde im Rahmen der Gemeindestrukturreform in der Steiermark die ehemalige Gemeinde Glojach eingemeindet.

## Geographie

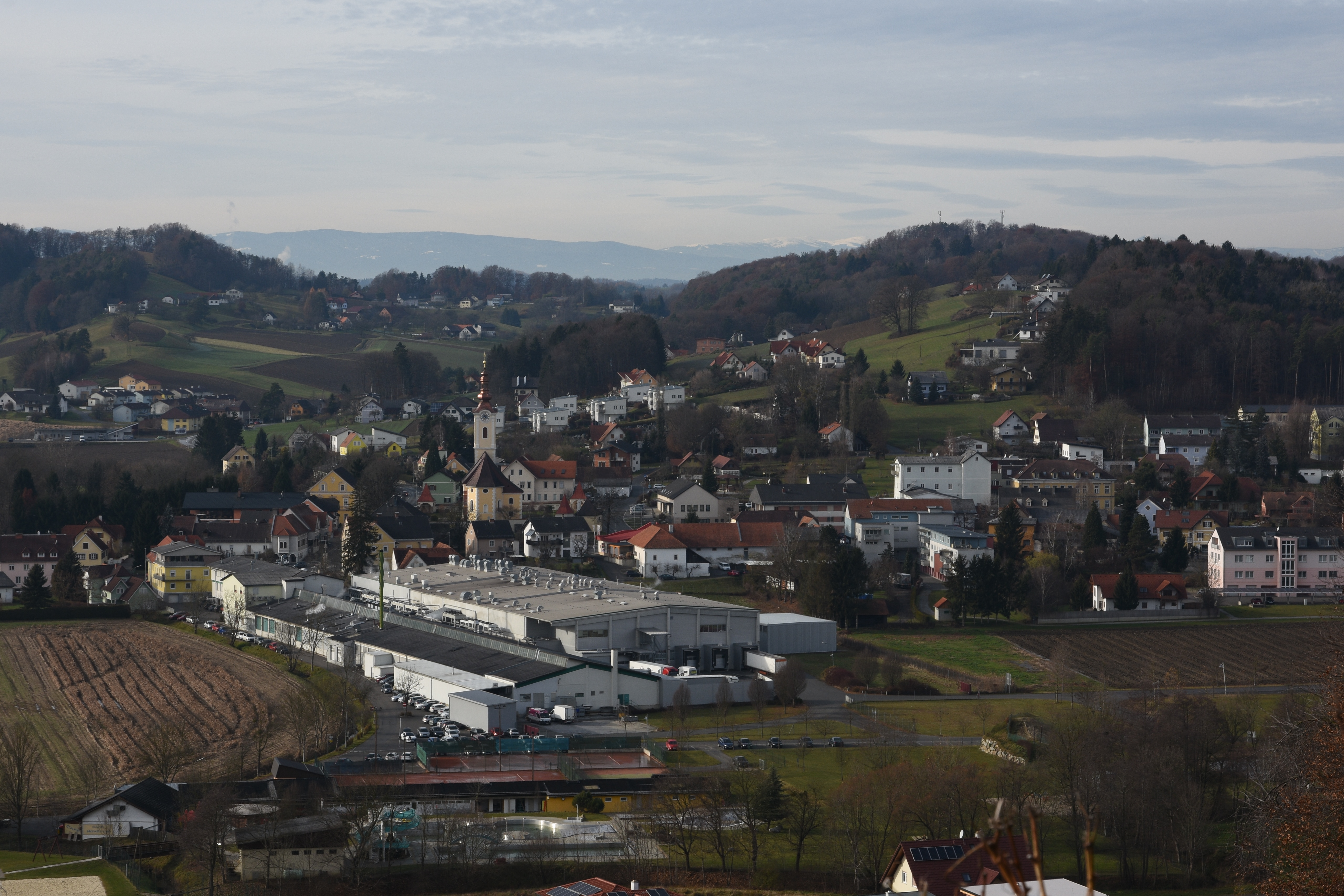
Gemeinde St. Stefan im Rosental

Der Ort Sankt Stefan im Rosental von Osten

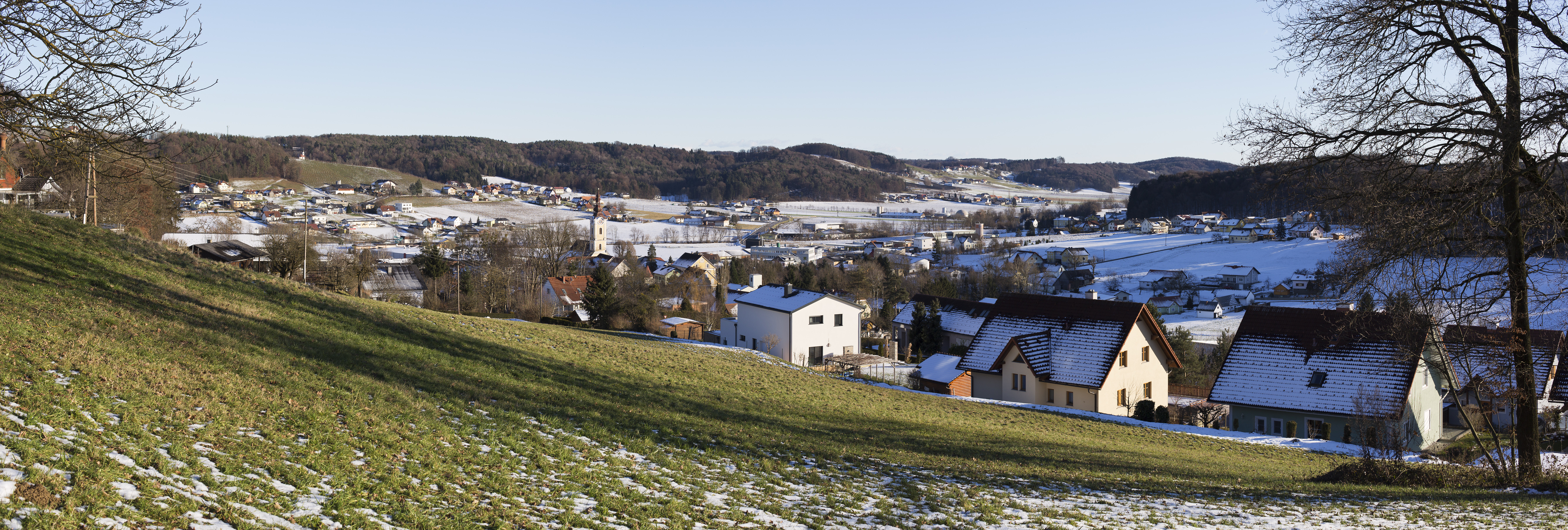
Sankt Stefan im Rosental von Nordwesten

### Geographische Lage
Sankt Stefan liegt am Saßbach ca. 27 km südöstlich von Graz und ca. 14 km westlich der Bezirkshauptstadt Feldbach im Oststeirischen Hügelland.

### Gemeindegliederung
Das Gemeindegebiet umfasst folgende zwei Ortschaften (Einwohner Stand 1. Jänner 2024):
- Glojach (29)
- Sankt Stefan im Rosental (3759)

Die Gemeinde besteht aus sechs Katastralgemeinden (Stand 31. Dezember 2023):
- Aschau (452,35 ha)
- Glojach (338,81 ha)
- Krottendorf (578,21 ha)
- Lichtenegg (310,42 ha)
- St. Stefan im Rosental (2.127,84 ha)
- Trössengraben (496,38 ha)

### Eingemeindungen
Mit 1. Jänner 1951 wurde die Gemeinde Lichtenegg mit Sankt Stefan im Rosental zusammengelegt, mit 1. Jänner 1968 Aschau am Ottersbach und Krottendorf im Saßtal, mit 1. Jänner 1969 Trössengraben.

### Nachbargemeinden
|                            | Kirchberg an der Raab                       |        |
| Kirchbach-Zerlach          | Kompassrose, die auf Nachbargemeinden zeigt | Paldau |
| Schwarzautal Bez. Leibnitz | Jagerberg                                   | Gnas   |

## Geschichte
Keltische Gräberfelder und römische Münzen weisen auf eine keltische und römische Besiedlung der Gegend im Altertum hin. Im Frühmittelalter prägten Slawen, Awaren und Ungarn die wechselhafte Geschichte der Region. Eine intensive deutsche Besiedelung war erst nach der Eroberung der Oststeiermark durch Kaiser Heinrich III. im Jahr 1044 möglich.
Die erste urkundliche Nennung von Sankt Stefan geht auf das Jahr 1269 zurück. In der Zeit der Besiedelung gehörte St. Stefan, zusammen mit Kirchbach, Wolfsberg und Jagerberg zur Mutterpfarre Sankt Georgen an der Stiefing.
Mit 1. Juni 1948 wurde der Name der Gemeinde von Sankt Stefan im Rosenthale auf Sankt Stefan im Rosental geändert.
Die Markterhebung erfolgte mit 1. August 1954, 2004 bemühten sich die Sankt Stefaner erfolglos um das Stadtrecht.

## Kultur und Sehenswürdigkeiten

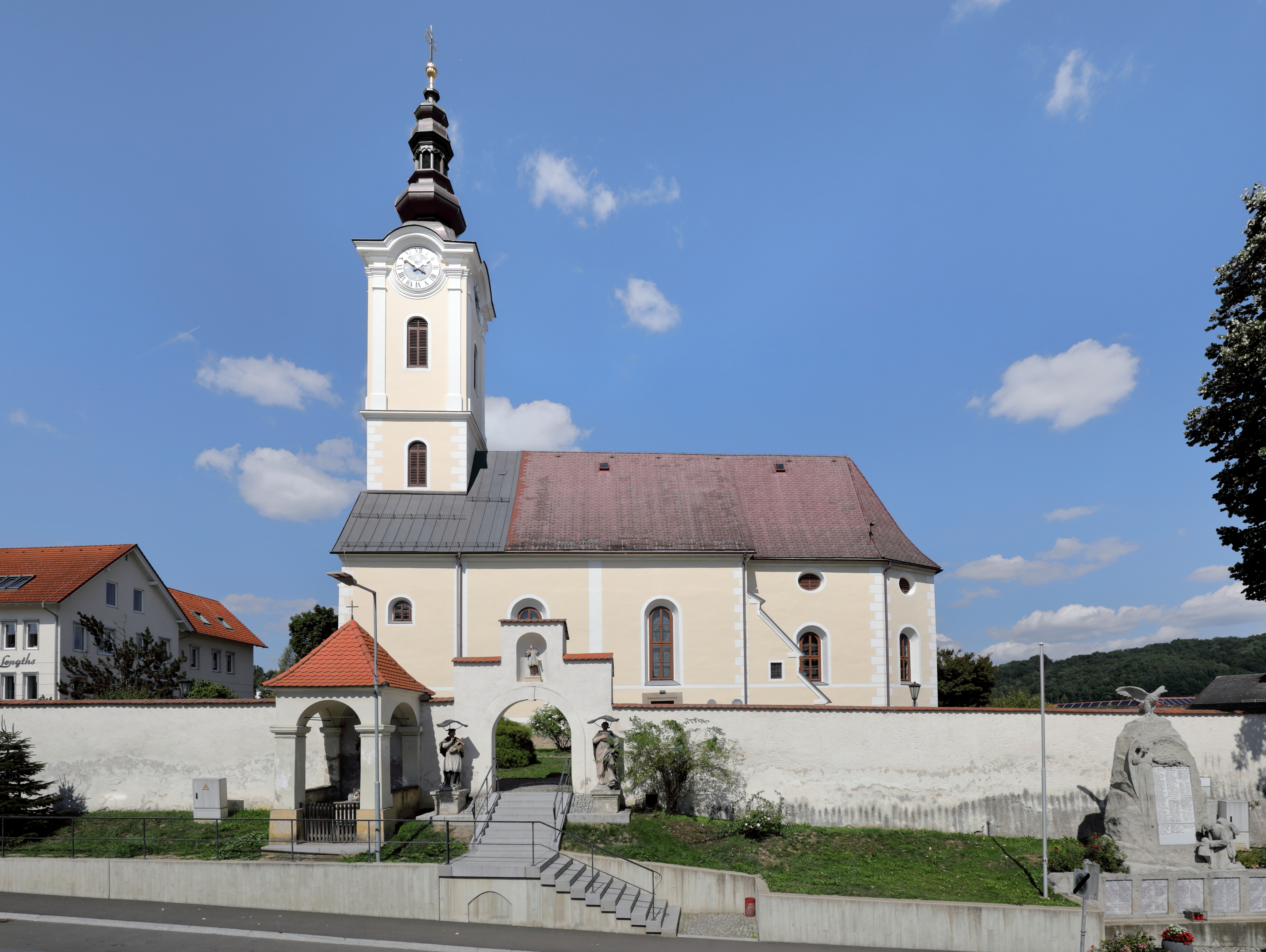
Pfarrkirche St. Stefan im Rosental

- Katholische Pfarrkirche St. Stefan im Rosental
- Lichteneggkapelle im Ortsteil Lichtenegg

## Wirtschaft und Infrastruktur
Land- und Forstwirtschaft und rund 80 Gewerbebetriebe.

### Öffentlicher Verkehr
Mit der Regionalbuslinie 500 ist St. Stefan stündlich, teilweise alle 30 Minuten an Graz angebunden.
Vereinzelt erreicht man über die Linie 413 und 565 auch Feldbach und Mureck.

### Tourismusverband
Die Gemeinde bildet gemeinsam mit Mettersdorf am Saßbach und Jagerberg den Tourismusverband „Saßtal“. Dessen Sitz ist in St. Stefan im Rosental.

## Politik

### Bürgermeister
Johann Kaufmann (ÖVP), der bereits seit 7. Juli 2006 der Gemeinde vorsteht und infolge der Gemeindezusammenlegung ab 1. Jänner 2015 als Regierungskommissär eingesetzt wurde, wurde in der konstituierenden Sitzung des Gemeinderats im April 2015 und auch bei der Wahl 2020 in seiner Funktion als Bürgermeister bestätigt.
Weiters gehören der erste Vizebürgermeister Fritz Pferschi (ÖVP), der zweite Vizebürgermeister Franz Schwarzl (FPÖ), der Gemeindekassier Johann Tropper (ÖVP) und Nikolaus Bösch-Weiss (SPÖ) dem Gemeindevorstand an.

### Gemeinderat
Der Gemeinderat besteht aus 21 Mitgliedern und setzt sich nach der Gemeinderatswahl 2020 aus Mandataren der folgenden Parteien zusammen:
- 13 ÖVP
- 03 SPÖ
- 04 FPÖ
- 01 NEOS

Die letzten Gemeinderatswahlen brachten folgende Ergebnisse:
| Partei          | 2020    | 2020  | 2020    | 2015         | 2015         | 2015         | 2010             | 2010             | 2010             | 2010             | 2010             | 2010             | 2005             | 2005             | 2005             | 2005             | 2005             | 2005             | 2000             | 2000             | 2000             | 2000             | 2000             | 2000             |
| Partei          |         |       |         | Gemeinde neu | Gemeinde neu | Gemeinde neu | St. Stefan       | St. Stefan       | St. Stefan       | Glojach          | Glojach          | Glojach          | St. Stefan       | St. Stefan       | St. Stefan       | Glojach          | Glojach          | Glojach          | St. Stefan       | St. Stefan       | St. Stefan       | Glojach          | Glojach          | Glojach          |
| Partei          | Stimmen | %     | Mandate | St.          | %            | M.           | St.              | %                | M.               | St.              | %                | M.               | St.              | %                | M.               | St.              | %                | M.               | St.              | %                | M.               | St.              | %                | M.               |
| --------------- | ------- | ----- | ------- | ------------ | ------------ | ------------ | ---------------- | ---------------- | ---------------- | ---------------- | ---------------- | ---------------- | ---------------- | ---------------- | ---------------- | ---------------- | ---------------- | ---------------- | ---------------- | ---------------- | ---------------- | ---------------- | ---------------- | ---------------- |
| ÖVP             | 1217    | 61    | 13      | 1414         | 54           | 12           | 1452             | 59               | 13               | 157              | 85               | 8                | 1610             | 65               | 14               | 160              | 100              | 9                | 1489             | 62               | 13               | 153              | 100              | 9                |
| SPÖ             | 330     | 17    | 3       | 0752         | 29           | 06           | 0810             | 33               | 07               | nicht kandidiert | nicht kandidiert | nicht kandidiert | 0690             | 28               | 06               | nicht kandidiert | nicht kandidiert | nicht kandidiert | 0583             | 24               | 05               | nicht kandidiert | nicht kandidiert | nicht kandidiert |
| FPÖ             | 349     | 17    | 4       | 0463         | 18           | 03           | 0159             | 06               | 01               | nicht kandidiert | nicht kandidiert | nicht kandidiert | 0185             | 07               | 01               | nicht kandidiert | nicht kandidiert | nicht kandidiert | 0340             | 14               | 03               | nicht kandidiert | nicht kandidiert | nicht kandidiert |
| Die Grünen      |         |       |         |              |              |              | nicht kandidiert | nicht kandidiert | nicht kandidiert | 027              | 15               | 01               | nicht kandidiert | nicht kandidiert | nicht kandidiert | nicht kandidiert | nicht kandidiert | nicht kandidiert | nicht kandidiert | nicht kandidiert | nicht kandidiert | nicht kandidiert | nicht kandidiert | nicht kandidiert |
| BZÖ             |         |       |         |              |              |              | 0058             | 02               | 0                | nicht kandidiert | nicht kandidiert | nicht kandidiert | nicht kandidiert | nicht kandidiert | nicht kandidiert | nicht kandidiert | nicht kandidiert | nicht kandidiert | nicht kandidiert | nicht kandidiert | nicht kandidiert | nicht kandidiert | nicht kandidiert | nicht kandidiert |
| NEOS            | 100     | 5     | 1       |              |              |              |                  |                  |                  |                  |                  |                  |                  |                  |                  |                  |                  |                  |                  |                  |                  |                  |                  |                  |
| Wahlberechtigte | 3.309   | 3.309 | 3.309   | 3.380        | 3.380        | 3.380        | 3.157            | 3.157            | 3.157            | 204              | 204              | 204              | 3.116            | 3.116            | 3.116            | 194              | 194              | 194              | 2.911            | 2.911            | 2.911            | 194              | 194              | 194              |
| Wahlbeteiligung | 61 %    | 61 %  | 61 %    | 79 %         | 79 %         | 79 %         | 79 %             | 79 %             | 79 %             | 91 %             | 91 %             | 91 %             | 81 %             | 81 %             | 81 %             | 86 %             | 86 %             | 86 %             | 84 %             | 84 %             | 84 %             | 81 %             | 81 %             | 81 %             |

### Wappen
Blasonierung: Im silbernen Schild unter schmalem grünem Schildhaupt eine fünfblättrige, rote, goldbesamte Rose.
Erklärung: Bereits in der ersten Hälfte des 13. Jahrhunderts hatte das Geschlecht der Hagegker eine Burg und ein Dorf in St. Stefan errichtet. Die Rose (Heraldik) dürfte schon zu dieser Zeit im Wappen dieses Geschlechts als Symbol für diese Landschaft und für St. Stefan gewählt worden sein. Die Rose spielte schon im Mittelalter eine bedeutsame Rolle. Der Weingartennamen Rösenlein ist bereits für die Zeit um 1400 nachgewiesen. Im Siegel Rudolfs II. von Hagegk ist das Rosenwappen der Hagegker mit der fünfblättrigen Rose in einer Originalurkunde aus dem Jahre 1390 erhalten. Diese befindet sich heute im Schlossarchiv in Greinburg in Oberösterreich. Anlässlich der Markterhebung 1954 wurde die fünfblättrige Rose zum Wappen der Marktgemeinde St. Stefan im Rosental gewählt.
Die Steiermärkische Landesregierung hat mit Beschluss vom 11. Jänner 1955 der Marktgemeinde St. Stefan im Rosental mit Wirkung vom 1. Februar 1955 das Recht zur Führung eines Gemeindewappens verliehen. Wegen der Gemeindezusammenlegung verlor das Wappen mit 1. Jänner 2015 seine offizielle Gültigkeit. Die Wiederverleihung erfolgte mit Wirkung vom 1. Dezember 2015.

## Persönlichkeiten

### Ehrenringträger
- Alexander Freitag (1944–2018), Lehrer, Volksschuldirektor und Landtagsabgeordneter

### Ehrenbürger
- 1972: Friedrich Niederl (1920–2012), Landeshauptmann
- 1976: Anton Peltzmann (1920–2000), Landesrat
- 1982: Josef Krainer (1930–2016), Landeshauptmann
- Johann Sudy († 2012), Pfarrer von St. Stefan im Rosental 1974–1993
- Johann Tropper († 2021), Bürgermeister von St. Stefan im Rosental 1987–2006[11]

### Söhne und Töchter der Gemeinde
- Franz Eder (1920–1999), Bürgermeister der Gemeinde und Verbandspräsident
- Alois Kothgasser SDB (1937–2024), Erzbischof von Salzburg, wurde in Lichtenegg geboren
- Klaus Edlinger (* 1945), österreichischer Journalist, Fernseh-Moderator, Buchautor und Abenteuer-Reisender.
- Franz Dobusch (* 1951), langjähriger Bürgermeister von Linz
- Johann Lafer, eigentlich Johannes Lafer (* 1957), Koch